# Road
Road — американская хард-рок-группа, собранная в Лос-Анджелесе, Калифорния, в 1970 году. В состав входили бас-гитарист/вокалист Ноэль Реддинг (бывший участник The Jimi Hendrix Experience и Fat Mattress), гитарист/вокалист Род Ричардс (в прошлом участник Rare Earth) и барабанщик/вокалист Лесли Сэмпсон.
Не имеет отношения к датской рок-группе Road, существовавшей в то же время.

## История
Группа собралась в 1970 году после того, как Реддинг покинул Fat Mattress, а Ричардс — Rare Earth. Записала единственный альбом Road в 1972 году в Лос-Анджелесе. Альбом вышел незадолго до распада группы.
За короткое время существования коллектива Реддинг и Сэмпсон участвовали в джем-сейшне, результатом которого стал альбом гитариста Spirit Рэнди Калифорнии Kapt. Kopter and the (Fabulous) Twirly Birds.
После прекращения деятельности Road Реддинг и Сэмпсон организовали The Noel Redding Band. Ричардс выступал сольно. Сэмпсон также позже присоединился к Stray Dog, в 1980-х играл в The Gas, в 90-х — в Sally Barker And The Rhythm and The Pirates.

## Дискография
- Road — 1972